# Portrait d'Henri Rousseau
Portrait d'Henri Rousseau – en allemand Bildnis Henri Rousseau – est un tableau réalisé par le peintre allemand Franz Marc en 1911. De format vertical, cette peinture sur verre exécutée à l'encre et à l'huile est un portrait miniature d'Henri Rousseau devant une feuille d'étain servant de fond. Pionnier de l'art naïf, le maître français figure en buste dans une composition qui reprend en l'inversant celle de son Portrait de l'artiste à la lampe, un autoportrait de 1902-1903. Il apparaît ici surmonté d'un nimbe doré dans ce qui est de fait un hommage posthume de Marc à un inspirateur récemment mort à Paris. Reçue en don en 1957, l'œuvre est conservée à la Lenbachhaus, à Munich, en Bavière.

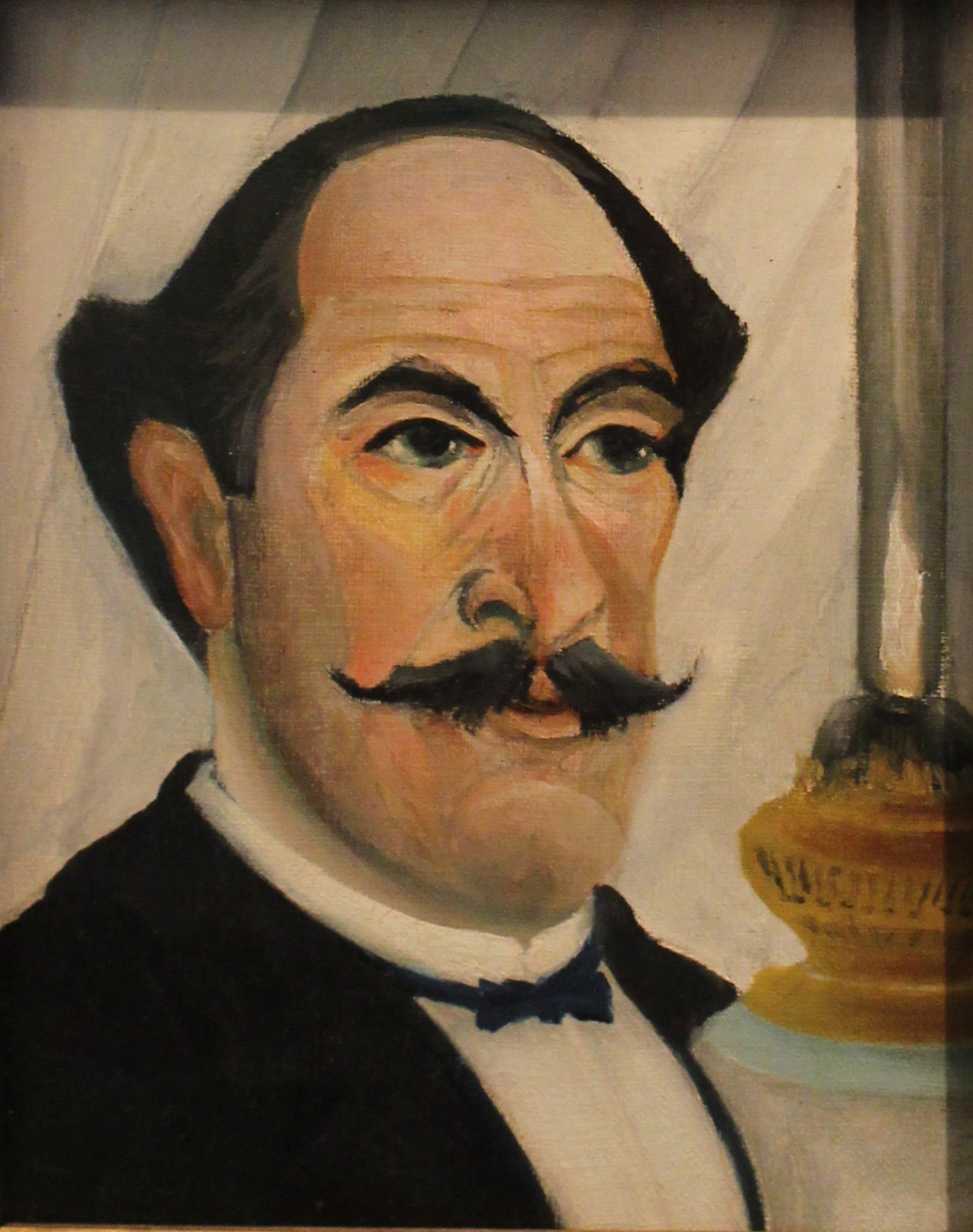
Henri Rousseau, Portrait de l'artiste à la lampe, 1902-1903 – Musée Picasso, Paris.